# Christopher Bonsu Baah
Christopher Bonsu Baah (Accra, 14 dicembre 2004) è un calciatore ghanese, ala dell'Al-Qadisiya e della nazionale ghanese.

## Carriera

### Club
È cresciuto calcisticamente nell'Accra Shooting Stars.
Nel corso della stagione 2023, ha totalizzato 15 presenze e una rete tra campionato e coppa nazionale con i norvegesi del Sarpsborg 08.
Nell'estate dello stesso anno si è trasferito ai belgi al Genk, con cui ha giocato nei preliminari di UEFA Champions League (un incontro), nei preliminari di UEFA Europa League (due incontri) ed in UEFA Conference League (due incontri nei preliminari e due nella fase a gironi), per un totale di 7 presenze nelle coppe europee, in aggiunta alle sette presenze nel campionato belga.

### Nazionale
Nel marzo 2025 viene convocato per la prima volta dal Ghana, con cui ha esordito il 28 maggio 2025 nell'amichevole persa per 2-1 contro la Nigeria.

## Statistiche

### Presenze e reti nei club
Statistiche aggiornate al 7 ottobre 2023.
| Stagione        | Squadra         | Campionato      | Campionato | Campionato | Coppe nazionali | Coppe nazionali | Coppe nazionali | Coppe continentali | Coppe continentali | Coppe continentali | Altre coppe | Altre coppe | Altre coppe | Totale | Totale | Totale |
| Stagione        | Squadra         | Comp            | Pres       | Reti       | Comp            | Pres            | Reti            | Comp               | Pres               | Reti               | Comp        | Pres        | Reti        | Pres   | Reti   |        |
| --------------- | --------------- | --------------- | ---------- | ---------- | --------------- | --------------- | --------------- | ------------------ | ------------------ | ------------------ | ----------- | ----------- | ----------- | ------ | ------ | ------ |
| mar.-lug. 2023  | Sarpsborg 08    | ELI             | 12         | 1          | CN              | 3               | 0               |                    | -                  | -                  |             | -           | -           | 15     | 1      |        |
| 2023-2024       | Genk            | PL              | 7          | 0          | CB              | 0               | 0               | UCL+UEL+UECL       | 1+2+4              | 0                  |             | -           | -           | 14     | 0      |        |
| Totale carriera | Totale carriera | Totale carriera | 19         | 1          |                 | 3               | 0               |                    | 7                  | 0                  |             | -           | -           | 29     | 1      |        |

### Cronologia presenze e reti in nazionale
| Cronologia completa delle presenze e delle reti in nazionale ― Ghana | Cronologia completa delle presenze e delle reti in nazionale ― Ghana | Cronologia completa delle presenze e delle reti in nazionale ― Ghana | Cronologia completa delle presenze e delle reti in nazionale ― Ghana | Cronologia completa delle presenze e delle reti in nazionale ― Ghana | Cronologia completa delle presenze e delle reti in nazionale ― Ghana | Cronologia completa delle presenze e delle reti in nazionale ― Ghana | Cronologia completa delle presenze e delle reti in nazionale ― Ghana |
| Data                                                                 | Città                                                                | In casa                                                              | Risultato                                                            | Ospiti                                                               | Competizione                                                         | Reti                                                                 | Note                                                                 |
| -------------------------------------------------------------------- | -------------------------------------------------------------------- | -------------------------------------------------------------------- | -------------------------------------------------------------------- | -------------------------------------------------------------------- | -------------------------------------------------------------------- | -------------------------------------------------------------------- | -------------------------------------------------------------------- |
| 28-5-2025                                                            | Brentford                                                            | Ghana                                                                | 1 – 2                                                                | Nigeria                                                              | Amichevole                                                           | -                                                                    | 90+3’                                                                |
| 31-5-2025                                                            | Brentford                                                            | Ghana                                                                | 4 – 0                                                                | Trinidad e Tobago                                                    | Amichevole                                                           | -                                                                    |                                                                      |
| Totale                                                               |                                                                      | Presenze                                                             | 2                                                                    |                                                                      | Reti                                                                 | 0                                                                    |                                                                      |